# Ron Melendez
Ronald Roy „Ron“ Melendez (* 1. Dezember 1972 in West Covina, Kalifornien) ist ein US-amerikanischer Schauspieler.

## Leben
Melendez studierte Anglistik an der University of California, Los Angeles, er schloss jedoch sein Studium nicht ab. Als Schauspieler debütierte er im Kurzfilm The Blue Men (1990), der einige Festivalpreise erhielt. Im SF-Horrorfilm Baby Blood 2 (1994) spielte er eine der größeren Rollen.
Im Horrorfilm Kinder des Zorns III übernahm Melendez eine der beiden Hauptrollen der adoptierten Brüder, von denen sich einer als vom Teufel besessen erweist. In diesem Film debütierte Charlize Theron in einer kleinen Nebenrolle als Schauspielerin. Im Horrorfilm Voodoo (1995), im Fernsehdrama Mutter mit fünfzehn (1996), im Sportdrama Erfolg um jeden Preis (1997) und im Thriller Wild Things 3 (2005) war Melendez erneut in größeren Rollen zu sehen.
Melendez hatte außerdem in dem 2009 erschienenen Actionfilm Bitch Slap eine Nebenrolle als Deputy Fuchs, wobei Rick Jacobson Regie führte.

## Filmografie (Auswahl)
- 1990: The Blue Men (Kurzfilm)
- 1993: Dr. Quinn, Medicine Woman (Adult 'Brian' i episoden "Mike's Dream: A Christmas Tale")
- 1994: Baby Blood 2 (The Unborn II)
- 1994: Die Rache einer Frau (Scorned)
- 1994: Die Nanny (Fernsehserie) Staffel 2 Episode 13 als Peter
- 1995: Kinder des Zorns III (Children of the Corn III)
- 1995: Voodoo
- 1996: Mutter mit Fünfzehn (Our Son, the Matchmaker)
- 1997: Erfolg um jeden Preis (Perfect Body)
- 1998–1999: Legacy (Fernsehserie)
- 2001: Diagnose Mord
- 2003: Naked Hotel
- 2003: Fight or Flight (Kurzfilm)
- 2003: Jack Woody (Kurzfilm)
- 2005: Wild Things 3 (Wild Things: Diamonds in the Rough)
- 2006: Outlaw Trail: The Treasure of Butch Cassidy
- 2007: General Hospital: Night Shift (Fernsehserie)
- seit 2007: General Hospital (Fernsehserie)
- 2009: Bitch Slap (Nebenrolle)